# Бальбек (Пруст)

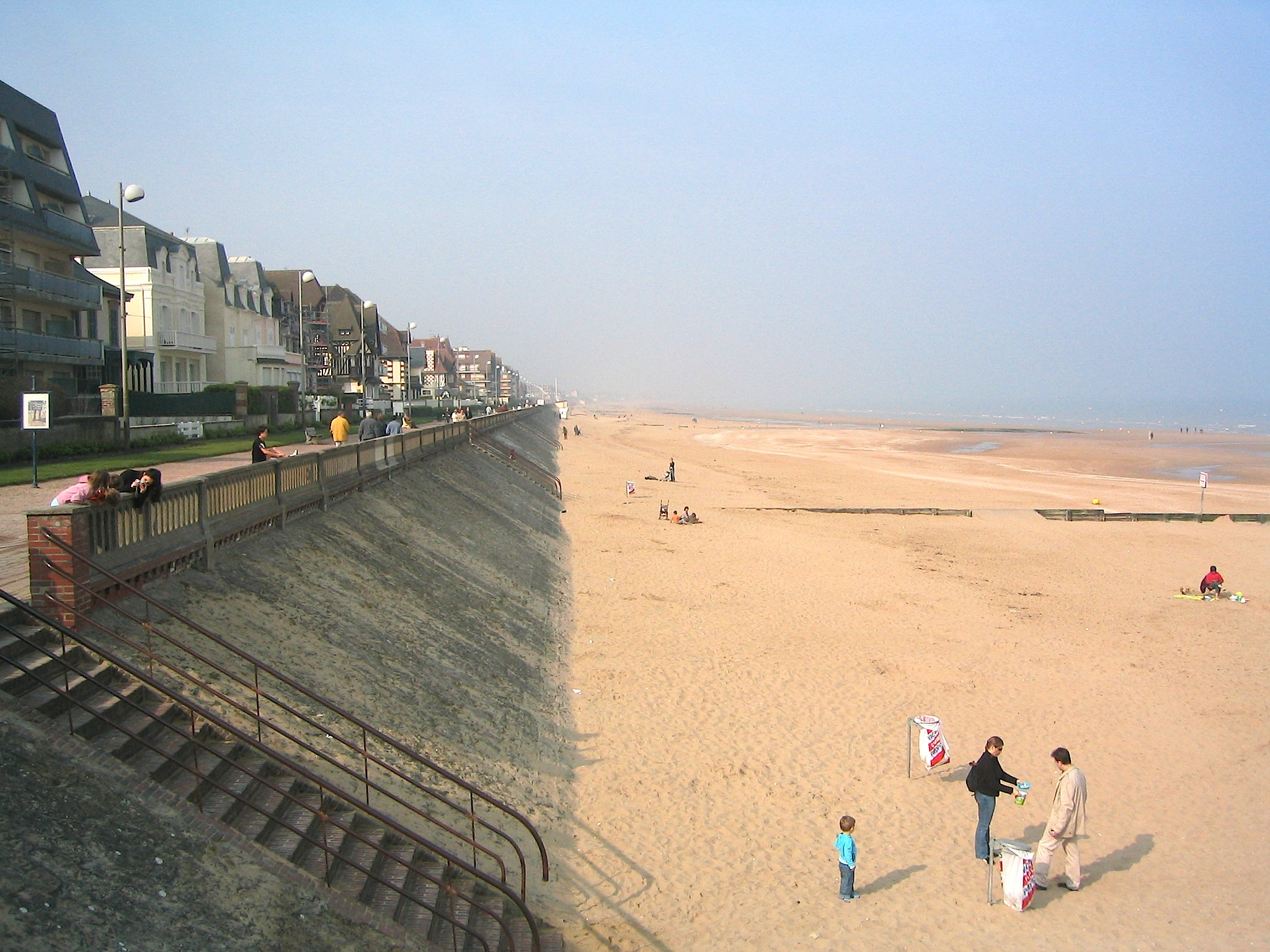
Пляж в Кабуре, одном из прототипов Бальбека. Современная фотография

Бальбек (фр. Balbec) — вымышленный нормандский курортный город, который занимает одно из центральных мест в главном произведении Марселя Пруста — 7-томном романе «В поисках утраченного времени» (далее — «Поиски»).
Прустовский герой, Марсель, пленившийся в детстве образом этого места, где «кончается французская земля, европейская земля, древняя Земля» и где от бушующих волн можно укрыться в готической церкви «в персидском стиле», в молодости дважды проведёт в Бальбеке летние месяцы, и эти поездки станут поворотными событиями его жизни.

## В романе
Поэтический образ Бальбека («волны, выраставшие вокруг церкви персидского стиля») сложился в представлении Марселя-подростка из высказываний соседей по Комбре — инженера Леграндена и коллекционера Свана:

«Название „Бальбек“, которое я услышал из уст Леграндена, рисовалось мне в виде городка, расположенного около „угрюмого берега, у которого произошло столько кораблекрушений, берега, полгода окутываемого саваном туманов и пеною волн“ <…> Однажды я нарочно заговорил в Комбре об этом крае при Сване, чтобы услышать от него, можно ли там наблюдать самые сильные бури, и он мне на это ответил так: „Ну уж Бальбек-то я знаю прекрасно! Бальбекская церковь, двенадцатого и тринадцатого веков, ещё наполовину романская, представляет собой, быть может, наиболее любопытный образец нормандской готики, но это ещё что! Есть в ней нечто и от персидского зодчества“».
Годы спустя юноша-Марсель, всё ещё остававшийся заложником многих своих детских фантазий и приехавший в Нормандию, как паломник «к своим храмам», испытал разочарование от прозаического вида реального Бальбека и его церкви, стоявшей вовсе не на берегу, а в пяти милях от моря, на площади, где пересекались две трамвайные линии, напротив кафе под вывеской «Бильярд». Однако восторженное мнение об этом храме известного художника Эльстира, с которым он вскоре познакомился («Вы разочаровались в этом портале? Да ведь это же лучшее иллюстрированное издание Библии, какое когда-либо читал народ!»), заставляет Марселя присмотреться к деталям, которые он не заметил при первом осмотре, и увидеть в одной из капителей персидский сюжет и даже «чуть что не китайских драконов, пожирающих друг друга».
Герой открывает для себя настоящий Бальбек, центром которого оказывается совсем иной храм у моря — «Храм-дворец», местный Гранд-отель, роскошный и оснащённый по последнему слову техники. Отель с морем соединяет «пошлый бальбекский пляж», где курортная публика проводит утренние и дневные часы, а вечерние — в казино при отеле. Марсель погружается в эту новую для себя реальность, не без труда осваивает её и приобретает вкус к курортной жизни. Сопровождаемый в первой поездке бабушкой, он, благодаря её встрече с маркизой де Вильпаризи, вскоре начинает выезжать и в окрестности Бальбека.

### Окрестности Бальбека

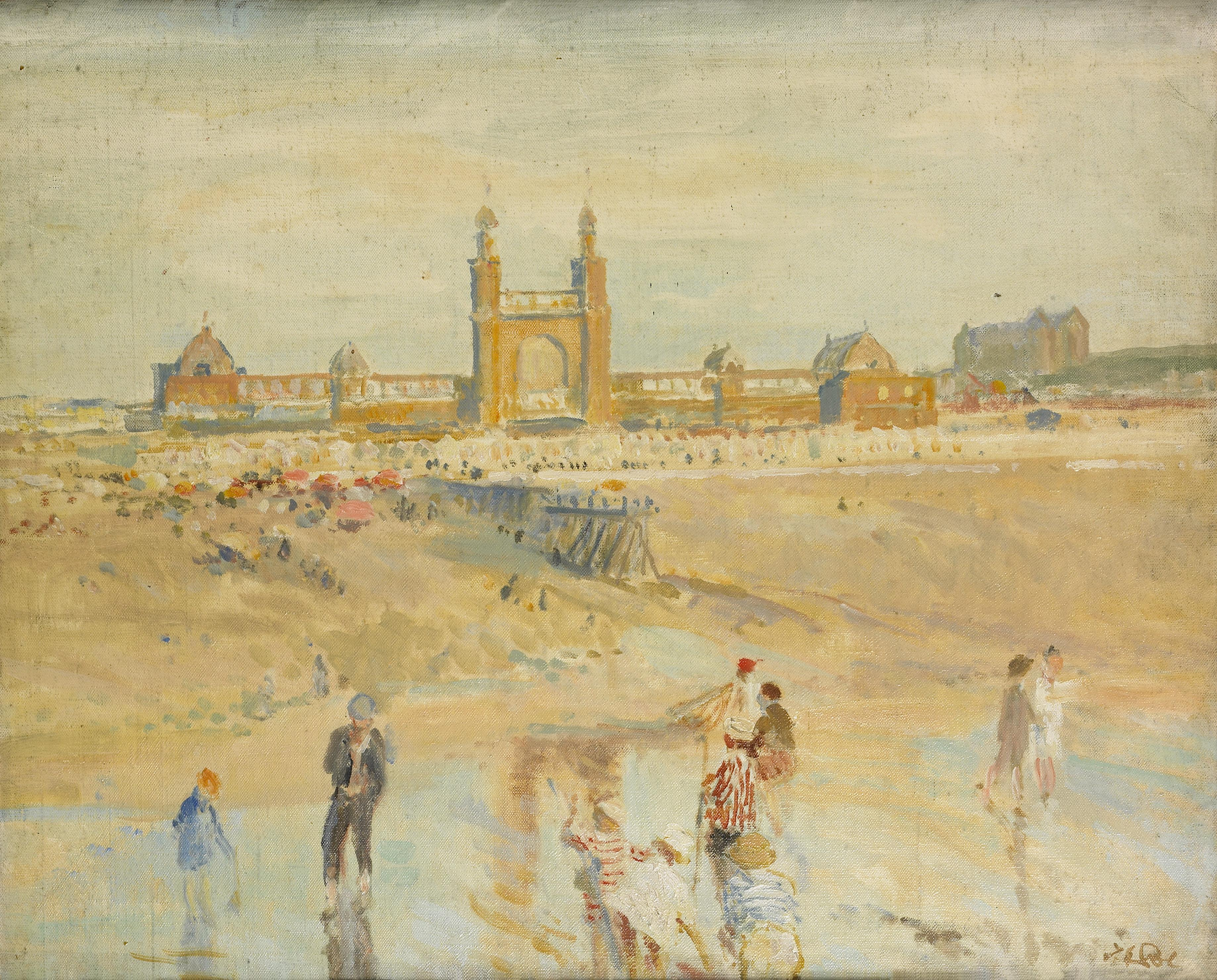
Ж.-Э. Бланш. Пляж перед казино в Дьепе (одном из прототипов Бальбека). 1886. Руанский музей изящных искусств

Герою «Поисков», как и самому Прусту, больше нравились «неосквернённые» маленькие города Франции, и вокруг вымышленного Бальбека писатель группирует целую россыпь населённых пунктов, географических объектов, вилл, в которые почти ежедневно на протяжении многих месяцев пребывания в Бальбеке перемещается сюжетное действие романа. Среди этих мест немало вымышленных (Менвиль, Арамбувиль, Ла-Распельер…), но есть и реально существующие, однако они либо не находятся на морском побережье (Энкарвиль), либо не так пишутся (Довиль), либо перемещены Прустом из других регионов страны (Маркувиль, Эрмонвиль…). Французский прустовед Мишель Эрман выявил в сюжете «Поисков» почти четыре десятка объектов, составляющих топографию территории Бальбека, но и в этот список вошли далеко не все окрестные топонимы, встречающиеся в тексте прустовского романа.
Первое освоение Марселем этой богатой местности произошло ещё по приезде из Парижа на станцию «Бальбек», где они с бабушкой пересели в местный поезд, который должен был за «час с лишним» доставить их к Гранд-отелю: «Поезд до Бальбек-пляжа останавливался на всех станциях, названия которых (Энкарвиль, Маркувиль, Довиль, Понт-а-Кулевр, Арамбувиль, Сен-Марс-ле-Вьё, Эрмонвиль, Менвиль) ничего мне не говорили». Поездки в экипаже маркизы де Вильпаризи способствовали более обстоятельному знакомству с историческими и ландшафтными памятниками в окрестностях Бальбека, дружба с её племянником, Робером де Сен-Лу, расширила Марселю спектр местных достопримечательностей (ресторан в Ривбеле и тому подобные заведения), но особенно широкое освоение топографии этого края развернулось во времена второго пребывания героя в Бальбеке — в поездках на местном поезде к Вердюренам и в автомобильных прогулках с Альбертиной.

## Этимология названия и прототипы Бальбека
Для Марселя, впервые приехавшего в Бальбек, название города звучало «почти по-персидски», но цепочка последовавших разочарований трансформирует его восприятие, а два года спустя профессор Бришо окончательно разрушает «ономастические мечтания героя», объясняя ему звучание имени Бальбек нормандской самобытностью и искажением первоначального топонима «Дальбек».
Выходя за рамки внутрисюжетного восприятия названия этой курортной местности, исследователи отмечают неслучайность прямого созвучия литературного топонима «Бальбек» с названием ливанского города Баальбек, одного из крупнейших религиозных центров античности, а некоторые из них пытаются обнаружить за столь явной омофонией символические аналогии между прустовским Бальбеком и разрушенным римским Баальбеком.

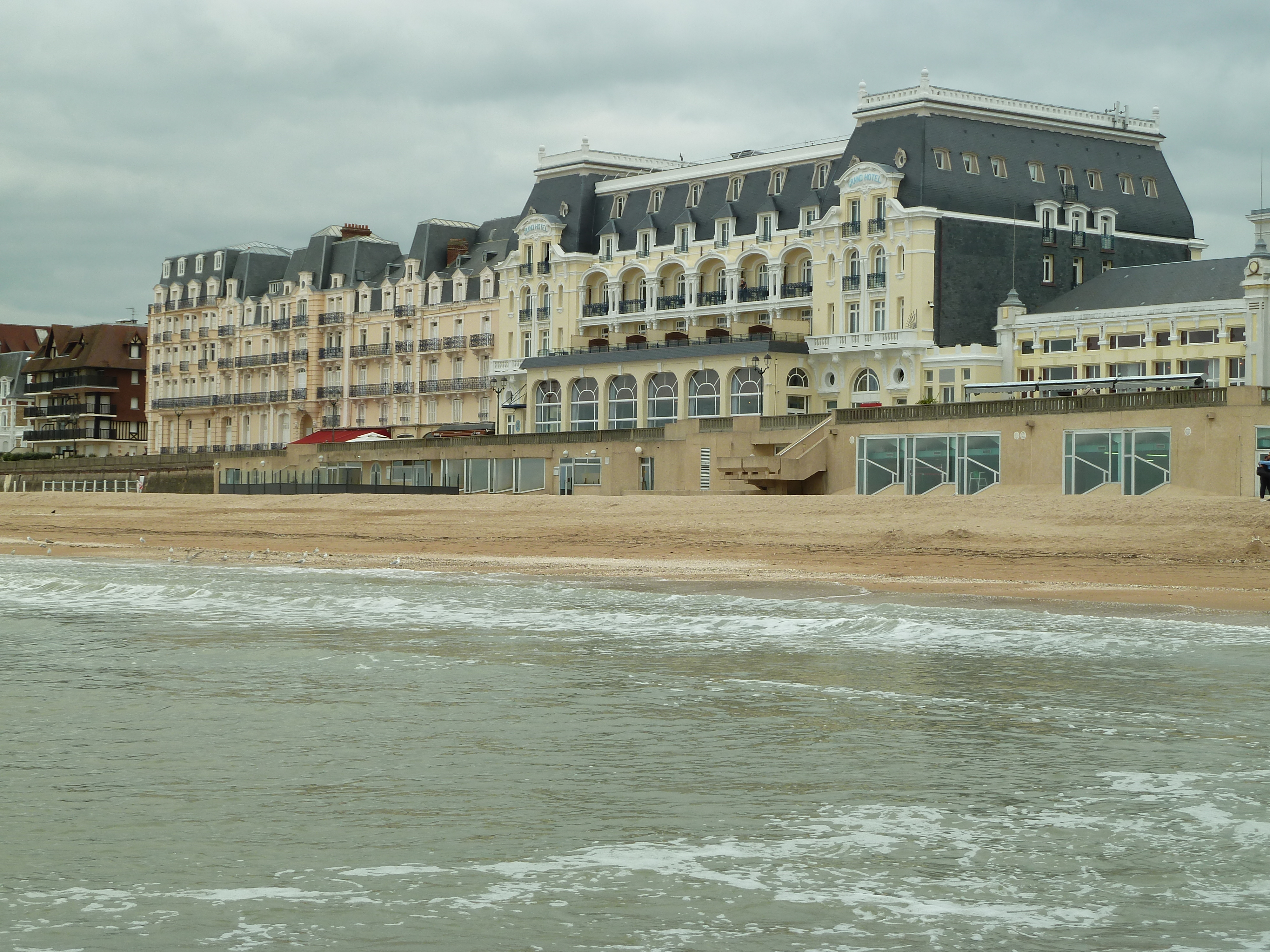
Гранд-отель в Кабуре. Современная фотография

В самой ранней версии «Поисков» (в незавершенном романе «Жан Сантёй») приморский курорт, будущий Бальбек, именуется Бег-Мейл, повторяя название курортного местечка Бег Мей близ городка Фуэнан в Бретани, где Пруст осенью 1895 года провёл более месяца со своим другом композитором Рейнальдо Аном. Впоследствии писатель сохранил ряд бретонских пейзажей в эпизодах «Поисков», но вся «курортная» линия повествования была перемещена в Нормандию.
Биограф писателя Андре Моруа утверждал, что Бальбек родился из впечатлений от детских поездок Пруста с бабушкой в Трувиль и в Дьеп, а также от его взрослых пребываний в Кабуре. Гранд-отель в Кабуре, в котором Пруст ежегодно жил во время своих поездок в Нормандию 1907—1914 годов, как полагают многие прустоведы, послужил моделью для бальбекского Гранд-отеля. Современная набережная у Гранд-отеля в Кабуре носит теперь имя Марселя Пруста.
Древняя церковь Нотр-Дам Див-сюр-Мер в Див-сюр-Мер (отделённом от Кабура речкой Див), отчасти послужила прообразом бальбекской церкви «в персидском стиле», о которой Пруст писал:

«В старом Бальбеке, в городе Бальбеке, где я сейчас находился, не было ни пляжа, ни пристани. Правда, по преданию, именно в море нашли рыбаки чудотворный образ Христа — об этом рассказывал витраж церкви, стоявшей в нескольких метрах от меня; да ведь и неф и башни церкви были из камня прибрежных скал, размытых прибоем. Но море, которое, как я себе из-за этого представлял, билось под самым витражом, было больше чем за пять миль отсюда, там, где Бальбек-пляж».

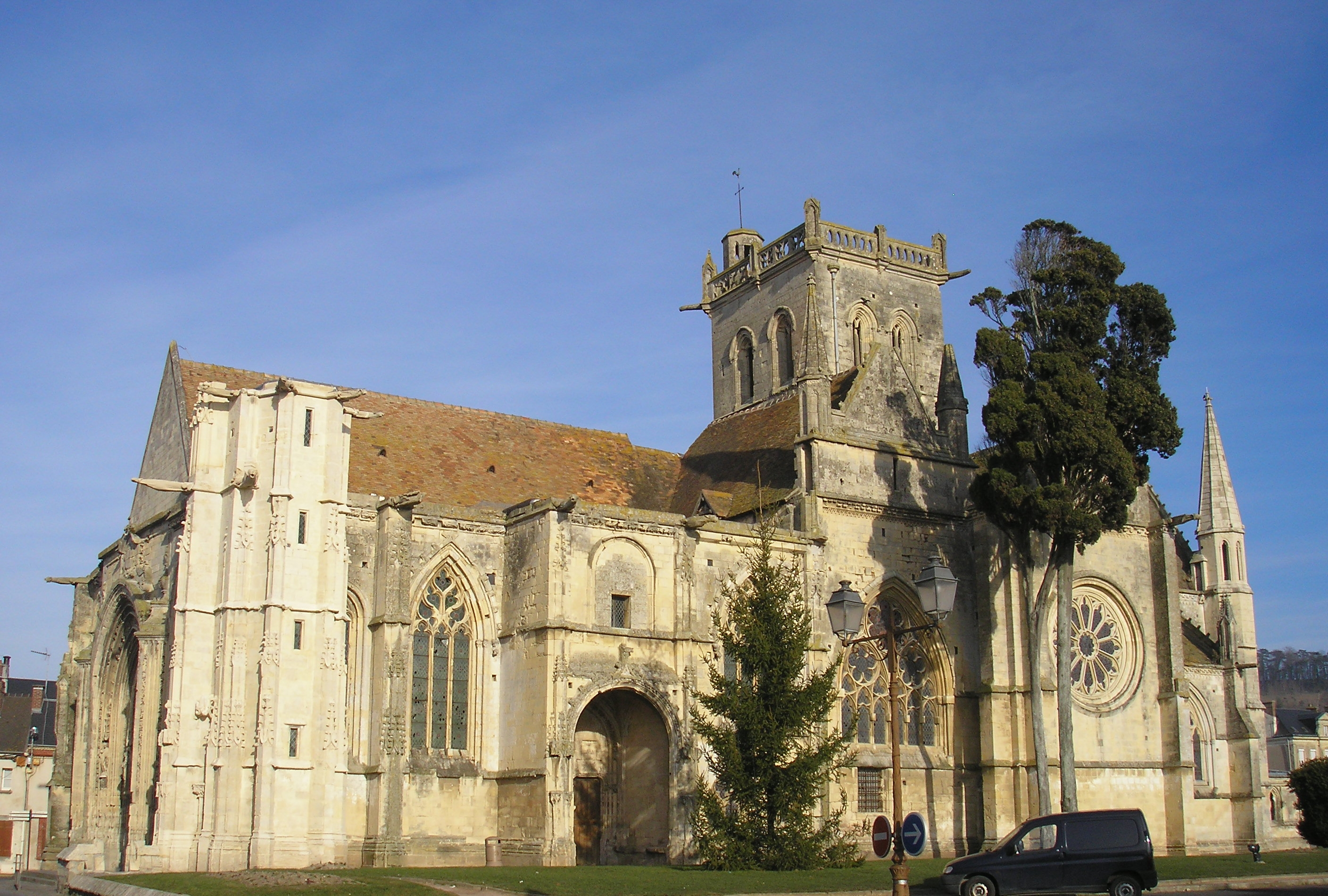
Нотр-Дам Див-сюр-Мер. Современная фотография

Строительство Нотр-Дам Див-сюр-Мер началось в XI веке, она тоже украшена витражами со сценами обретения рыбаками чудотворного образа Христа и находится далеко от моря, в глубине городской застройки, у железнодорожной станции Кабура.
Мишель Эрман, анализируя романные описания Бальбека, находит, что он, прежде всего, схож с Кабуром, но многие его окрестности повторяют окрестности Трувиля. Прототипом виллы Ла-Распельер, которую неподалеку от Бальбека снимало семейство Вердюренов, стал замок Ле-Фремон, расположенный на высоком холме близ Трувиля, куда летом 1891 года Пруста пригласил его товарищ по лицею Кондорсе Жак Беньер; из этого шато в роман переместился «огромный, вытянутый в длину салон, все окна которого выходили на море».
В письмах к актрисе Луизе де Морнан, летом 1905 года впервые отдыхавшей в окрестностях Трувиля, Пруст не раз рекомендовал местные достопримечательности, которые впоследствии запечатлел на страницах «Поисков»:

«Я рад, что вы в Трувиле: мне приятно воображать кого-то, кто мне нравится, в краю, который я люблю больше всех других. Помню, как однажды ночью я возвращался из Онфлёра по верхним дорогам. На каждом шагу мы попадали в лужицы лунного света, и влажная ещё долина казалась огромным прудом. <…> Старая Канская дорога под сенью высоких вязов, ведущая в Онфлёр, тоже очень красива. <…> Если вы увидите бедную церквушку Крикбёфа [церковь св. Мартина Турского в маленьком селении Крикбёф между Трувилем и Онфлёром], всю оплетённую плющом, то передайте ей мой нежный привет…»— Из письма Луизе де Морнан (июль 1905 г.).

«Пора было возвращаться в отель. Маркиза де Вильпаризи по-своему любила природу, правда не так горячо, как бабушка, и умела ценить не только в музеях и в аристократических домах простую и величавую красоту старины, — вот почему она велела кучеру ехать старой бальбекской дорогой, не очень оживленной, но зато обсаженной старыми вязами, и вязы эти привели нас в восторг».

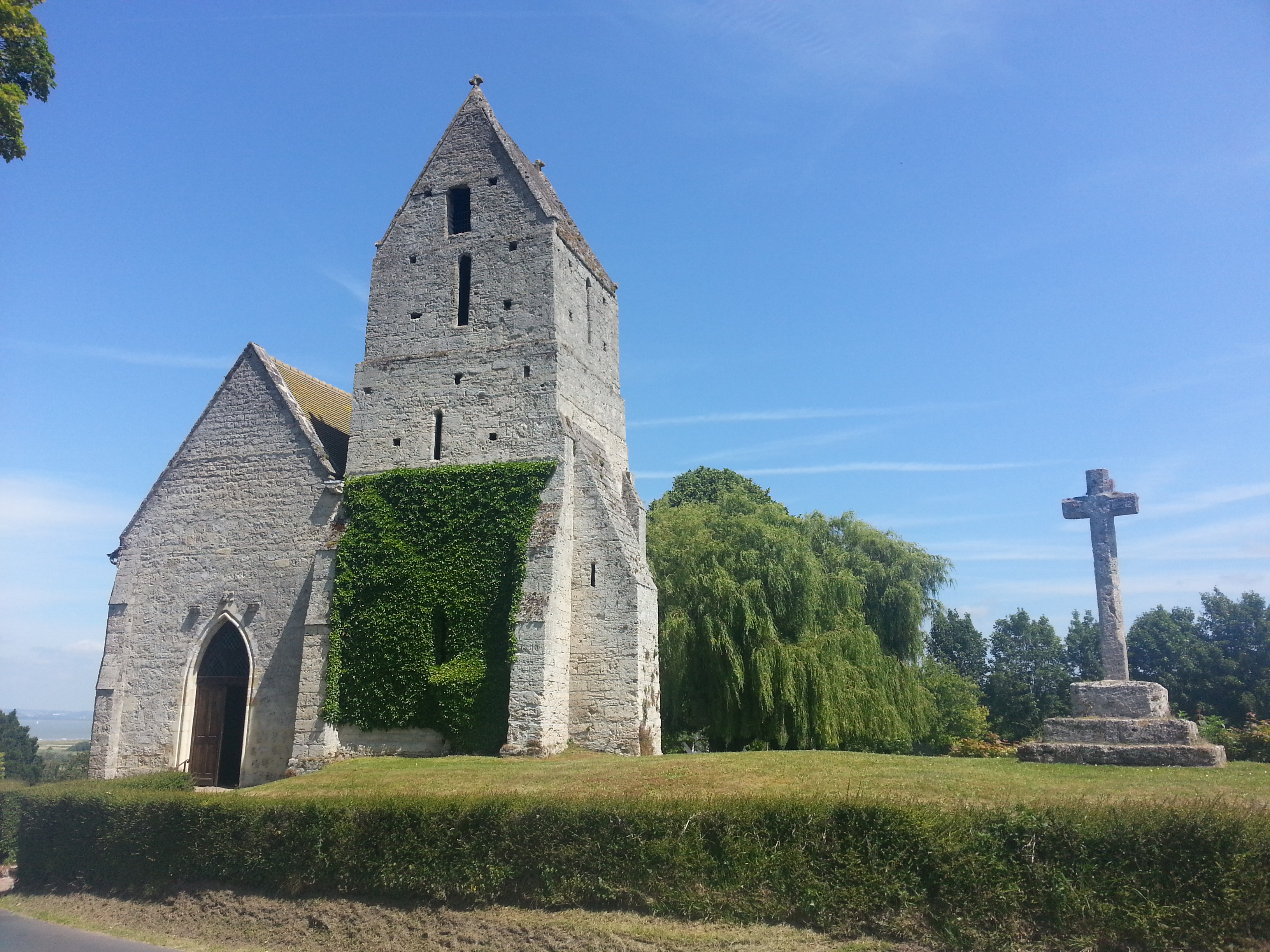
Церковь в Крикбёфе. Современная фотография

«Маркиза де Вильпаризи, узнав, что я люблю церкви, обещала мне, что мы будем осматривать их одну за другой, и непременно посмотрим Карквильскую, „прячущуюся под старым плющом“ — сказала она, сделав такое движение рукой, как будто бережно укутывала воображаемый фасад незримой и мягкой листвой. <…> В тот день, когда маркиза де Вильпаризи повезла нас в Карквиль, где увитая плющом церковь, о которой она рассказывала нам, стоит на взгорье и возвышается над селом и прорезающей его речкой… Чтобы обнаружить церковь в тех зарослях, перед которыми я остановился, я сделал над собой усилие, и оно помогло мне понять идею церкви».— Под сенью девушек в цвету.

## Комментарии
1. ↑  Третье, недолгое посещение героем Бальбека, «куда приехал с женой и Сен-Лу, получивший длительный отпуск»[3], произошло годы спустя — после смерти Альбертины, путешествия Марселя в Венецию и бракосочетания Робера с Жильбертой.
2. ↑  Обстоятельное описание Эльстиром портала церкви в Бальбеке почти дословно цитирует книгу «Религиозное искусство XIII века во Франции» (1898) Эмиля Маля, с которым Пруст состоял в переписке[10].
3. ↑  Реально существующий нормандский город Довиль пишется: фр. Deauville; в то время как станция Дувиль местной бальбекской железной дороги у Пруста пишется: фр. Douville[15].
4. ↑  Бришо: «Бальбек — это, вероятно, испорченное Дальбек... Надо бы поглядеть грамоты английских королей, нормандских сюзеренов, — ведь Бальбек относился к Дуврскому баронству, вот почему часто говорили: Бальбек Заморский, Бальбек Береговой. <…> “бек” — по-нормандски “ручей” <…> Что касается “даль”, продолжал Бришо, — то это одна из форм слова “таль”, долины»[20].